# Geronzio di Italica
Geronzio (... – I secolo) è considerato protovescovo della diocesi di Italica nel I secolo, venerato come santo dalla Chiesa cattolica.
Questo santo è menzionato da diversi calendari liturgici mozarabi il 26 agosto, qualificato come confessor, ossia martire, e come vescovo di Italica, nella Betica ispanica, località identificata con la città spagnola di Santiponce.
Il suo culto è antico, perché san Fruttuoso di Braga ne visitò il santuario, presso Siviglia, attorno alla metà del VII secolo.
Un breviario mozarabo del XVII secolo lo fa vivere ai tempi apostolici e a lui dedica un inno, riprodotto negli Acta Sanctorum. 
Enrique Flórez, autore dell'opera España sagrada, lo considera protovescovo di Italica nel I secolo. 
Usuardo (IX secolo) introdusse il suo nome nel martirologio alla data del 25 agosto, con queste parole:
Dal martirologio di Usuardo il nome del santo è passato in quello di Cesare Baronio (XVI secolo). L'odierno Martirologio Romano, riformato a norma dei decreti del concilio Vaticano II, ricorda il santo vescovo il 25 agosto con queste parole: